# Heisteria perianthomega
Heisteria perianthomega é uma espécie de planta pertencente à família Olacaceae. É encontrada no Brasil.